# بزرگراه مهندسین
بزرگراه مهندسین یا مهدیه یکی از بزرگراه‌های شهر شیراز در جهت غرب-جنوب‌غرب می‌باشد که از پل‌های رودکی آغاز و پس از گذشتن از کنار کارخانه سیمان و باغ بش به پل استاد بهمن‌بیگی در تقاطع با بلوار امیرکبیر پایان می‌یابد. 
این بزرگراه به طول ۲.۵ کیلومتر و عرض ۵۵ متر است که به‌طور کامل ساخته شده و در تاریخ ۸ تیر سال ۹۹ به بهره برداری رسید.

## اهداف پروژه
این پروژه با هدف کاهش ترافیک حد فاصل پل‌های رودکی ، بلوار امیرکبیر و پل امام حسن و همچنین سهولت دسترسی به بزرگراه کوهسار و محور شمال‌غرب شیراز از جمله اهداف اجرای این پروژه است.